# Уотт, Стивен (футболист)
Стивен Мэр Уотт (англ. Steven Mair Watt; 1 мая 1985, Абердин, Шотландия) — шотландский футболист, тренер.

## Карьера
Родился в Абердине, однако, вырос в Гарденстауне, рыбацкой деревне на северо-восточном побережье Абердиншира. Начал карьеру в «Челси», дебютировав в матче против «Сканторп Юнайтед» в Кубке Англии в январе 2005 года. Сыграл все 90 минут и заслужил похвалу главного тренера Жозе Моуринью за выступление. 15 мая 2005 года Уатт дебютировал в Премьер-лиге, заменив на 89-й минуте Йржи Ярошика в матче с «Ньюкасл Юнайтед». Игра закончилась 1:1, партнерами Уотта в том матче были Фрэнк Лэмпард, Рикарду Карвалью, Клод Макелеле, Джо Коул и Эйдур Гудьонсен.